# With you (林原めぐみのアルバム)
『with you』（ウィズユー）は、林原めぐみによる、岡崎律子が作詞、作曲や原曲歌唱等を手掛けた楽曲を集めたトリビュート・アルバム。2017年5月3日にKING AMUSEMENT CREATIVEから発売された。

## 概要
2016年2月3日発売の『DUO』以来、林原にとって1年3ヶ月ぶりのリリースとなるアルバムである。林原と親交が深く、また、林原からプロデューサーへの推薦がきっかけとなり、2004年に死去するまで多くのアニメ音楽に関わることになったシンガーソングライター・岡崎律子が携わった林原の楽曲を中心に構成されており、1992年から2010年にかけて発表された岡崎が林原へ提供した楽曲、ならびに岡崎のオリジナル曲を林原がカバーした楽曲を中心に、岡崎のオリジナル曲の新規カバー4曲と再録2曲を新たに収録したディスク2枚組合計25曲で構成される。
本作のジャケットは岡崎が幼少時代を過ごした長崎県・端島（軍艦島でドローンによる空撮により撮影されている。
本作に同封されているブックレットには、音楽評論家の冨田明宏による林原へのロングインタビューが収録されている。
本作発売直後、かつて岡崎の楽曲の編曲を担当していた蓮沼健介の元で岡崎作曲の未発表曲「Mint」のデモテープが発見されたため、林原の歌により新たに音源が制作され、2018年3月発売の林原のオリジナルアルバム『Fifty〜Fifty』に収録されることとなった。同作には同じく蓮沼が編曲した岡崎のオリジナル曲「リグレット」のカバーも収録される。

## 収録曲
| #         | タイトル                                 | 作詞       | 作曲      | 編曲                                      | 時間  |
| --------- | ---------------------------------------- | ---------- | --------- | ----------------------------------------- | ----- |
| 1.        | 「愛すべき明日」                         | 岡崎律子   | 岡崎律子  | 長谷川智樹 コーラスアレンジ：たかはしごう | 4:02  |
| 2.        | 「Good Luck!」                           | 岡崎律子   | 岡崎律子  | 光宗信吉 コーラスアレンジ：岡崎律子       | 4:35  |
| 3.        | 「はなれていても」                       | 岡崎律子   | 岡崎律子  | 光宗信吉 コーラスアレンジ：岡崎律子       | 4:16  |
| 4.        | 「-Life-」                               | 岡崎律子   | 岡崎律子  | 岩本正樹 コーラスアレンジ：岡崎律子       | 4:07  |
| 5.        | 「雨の小犬」                             | 岡崎律子   | 岡崎律子  | 長谷川智樹                                | 5:31  |
| 6.        | 「あの頃」                               | MEGUMI     | 岡崎律子  | 光宗信吉 コーラスアレンジ：岡崎律子       | 4:45  |
| 7.        | 「引っ越し」                             | 岡崎律子   | 岡崎律子  | 光宗信吉 コーラスアレンジ：岡崎律子       | 5:35  |
| 8.        | 「冬のないカレンダー」                   | 田久保真見 | 羽田一郎  | 光宗信吉                                  | 4:45  |
| 9.        | 「素直な気持ち」                         | 岡崎律子   | 岡崎律子  | 丸尾めぐみ                                | 4:33  |
| 10.       | 「青空」                                 | 岡崎律子   | 岡崎律子  | 長谷川智樹                                | 4:58  |
| 11.       | 「旋律」(コーラス：meg rock＆林原めぐみ) | MEGUMI     | MEGUMI    | 長谷川智樹                                | 6:13  |
| 12.       | 「For フルーツバスケット for Youth」     | 岡崎律子   | 岡崎律子  | 十川ともじ                                | 4:16  |
| 合計時間: | 合計時間:                                | 合計時間:  | 合計時間: | 合計時間:                                 | 57:36 |

| #         | タイトル                                              | 作詞       | 作曲      | 編曲                                | 時間  |
| --------- | ----------------------------------------------------- | ---------- | --------- | ----------------------------------- | ----- |
| 1.        | 「サクラサク」                                        | 岡崎律子   | 岡崎律子  | 十川知司                            | 3:13  |
| 2.        | 「Lucky＆Happy」                                      | 岡崎律子   | 岡崎律子  | たかはしごう                        | 4:26  |
| 3.        | 「夢を抱きしめて」                                    | 渡辺なつみ | 岡崎律子  | 西脇辰弥                            | 3:50  |
| 4.        | 「好きより大好きミンキースマイル! <Grow up Version>」 | 渡辺なつみ | 岡崎律子  | 西脇辰弥                            | 2:26  |
| 5.        | 「夢のソネット」                                      | 渡辺なつみ | 岡崎律子  | 長谷川智樹                          | 2:36  |
| 6.        | 「約束 <MOMO＆MEGU Version>」                         | 岡崎律子   | 岡崎律子  | 長谷川智樹                          | 3:11  |
| 7.        | 「4月の雪 <MOMO Version>」                            | 岡崎律子   | 岡崎律子  | 西脇辰弥                            | 6:11  |
| 8.        | 「4月の雪 」(コーラス：岡崎律子＆林原めぐみ)          | 岡崎律子   | 岡崎律子  | 長谷川智樹                          | 6:12  |
| 9.        | 「Bon Voyage!」                                       | 岡崎律子   | 岡崎律子  | 岩本正樹 コーラスアレンジ：岡崎律子 | 4:26  |
| 10.       | 「シンシア・愛する人 [Dear つばめ version]」          | 岡崎律子   | 岡崎律子  | 光宗信吉 コーラスアレンジ：岡崎律子 | 4:07  |
| 11.       | 「君さえいれば」                                      | 岡崎律子   | 岡崎律子  | 十川知司                            | 4:13  |
| 12.       | 「A Happy Life」                                      | 岡崎律子   | 岡崎律子  | たかはしごう                        | 3:38  |
| 13.       | 「はじまりはここから」                                | 岡崎律子   | 岡崎律子  | 十川知司                            | 3:17  |
| 合計時間: | 合計時間:                                             | 合計時間:  | 合計時間: | 合計時間:                           | 51:46 |

## 初出・タイアップ

### Disc.1
| 曲名                             | タイアップ                                                   | 初出作品                           | 発売日         | 規格品番                                       | セルフカバー         | 備考               |
| -------------------------------- | ------------------------------------------------------------ | ---------------------------------- | -------------- | ---------------------------------------------- | -------------------- | ------------------ |
| 愛すべき明日                     | （無し）                                                     | 『おはよう』（原曲）               | 1998年11月6日  | KICS-703                                       |                      | 岡崎が原曲         |
| Good Luck!                       | （無し）                                                     | 『Irāvatī』                        | 1997年8月6日   | KICS-640                                       | 『おはよう』         |                    |
| はなれていても                   | （無し）                                                     | 『bertemu』                        | 1996年11月1日  | KICS-590                                       | 『Ritzberry Fields』 |                    |
| -Life-                           | （無し）                                                     | 「Touch and Go!!」                 | 1994年11月3日  | KIDA-90                                        | 『Ritzberry Fields』 |                    |
| 雨の小犬                         | （無し）                                                     | 『CHOICE』                         | 2010年7月21日  | KICS-91548（初回限定盤） KICS-1548（通常盤）   |                      |                    |
| あの頃                           | （無し）                                                     | 『ふわり』                         | 1999年10月27日 | KICS-755                                       |                      |                    |
| 引っ越し                         | （無し）                                                     | 『ふわり』                         | 1999年10月27日 | KICS-755                                       |                      |                    |
| 冬のないカレンダー               | OVA「1月にはChristmas」主題歌（原曲）                        | 『Ritzberry Fields』               | 1997年8月21日  | KICS-639                                       |                      | 岡崎が原曲         |
| 素直な気持ち                     | （無し）                                                     | 『SPHERE』                         | 1994年7月2日   | KICS-430                                       | 『Ritzberry Fields』 |                    |
| 青空                             | （無し）                                                     | 『おはよう』（原曲）               | 1998年11月6日  | KICS-703                                       |                      | 岡崎が原曲         |
| 旋律                             | （無し）                                                     | 『Plain』                          | 2007年4月21日  | KICS-91303/4（初回限定盤） KICS-1303（通常盤） |                      | 林原オリジナル楽曲 |
| For フルーツバスケット for Youth | テレビアニメ『フルーツバスケット』オープニングテーマ（原曲） | 「For フルーツバスケット」（原曲） | 2001年7月25日  | KICM-3014                                      |                      | 岡崎が原曲         |

### Disc.2
| 曲名                            | タイアップ                                                                             | 初出作品                                                                 | 発売日        | 規格品番                                       | セルフカバー                    | 備考         |
| ------------------------------- | -------------------------------------------------------------------------------------- | ------------------------------------------------------------------------ | ------------- | ---------------------------------------------- | ------------------------------- | ------------ |
| サクラサク                      | テレビアニメ『ラブひな』オープニングテーマ                                             | 「サクラサク」                                                           | 2000年5月24日 | KICA-506                                       | 『ラブひな OKAZAKI COLLECTION』 |              |
| Lucky＆Happy                    | テレビアニメ『がくえんゆーとぴあ まなびストレート!』エンディングテーマ                 | 「A Happy Life」                                                         | 2007年2月7日  | KICM-1196                                      | 『Ritzberry Fields』            |              |
| 夢を抱きしめて                  | テレビアニメ『魔法のプリンセス ミンキーモモ 夢を抱きしめて編』オープニングテーマ       | 「夢を抱きしめて」                                                       | 1992年6月24日 | KIDA-42                                        |                                 |              |
| 好きより大好きミンキースマイル! | テレビアニメ『魔法のプリンセス ミンキーモモ 夢を抱きしめて編』エンディングテーマ       | 「夢を抱きしめて」                                                       | 1992年6月24日 | KIDA-42                                        |                                 | 歌い直し音源 |
| 夢のソネット                    | テレビアニメ『魔法のプリンセス ミンキーモモ 夢を抱きしめて編』挿入歌                   | 『魔法のプリンセス ミンキーモモ 夢を抱きしめて●歌うフェアリー・テール!』 | 1992年9月26日 | KICA-120                                       |                                 |              |
| 約束                            | テレビアニメ『魔法のプリンセス ミンキーモモ 夢を抱きしめて編』最終回エンディングテーマ | 『魔法のプリンセス ミンキーモモ 夢を抱きしめて●歌うフェアリー・テール!』 | 1992年9月26日 | KICA-120                                       |                                 | 岡崎が原曲   |
| 4月の雪 <MOMO Version>          | テレビアニメ『魔法のプリンセス ミンキーモモ』イメージソング                            | 『MINKY MOMO “LOVE STAGE”』                                              | 1993年3月5日  | KICA-131                                       |                                 | 岡崎が原曲   |
| 4月の雪                         | （無し）                                                                               | 『Plain』                                                                | 2007年4月21日 | KICS-91303/4（初回限定盤） KICS-1303（通常盤） |                                 | 岡崎が原曲   |
| Bon Voyage!                     | OVA『MINKY MOMO IN 旅立ちの駅』主題歌                                                  | 『MINKY MOMO 旅だちの駅』                                                | 1994年5月25日 | KICA-196                                       | 『Ritzberry Fields』            |              |
| Bon Voyage!                     | OVA『MINKY MOMO IN 旅立ちの駅』主題歌                                                  | 『SPHERE』                                                               | 1994年7月2日  | KICS-430                                       | 『Ritzberry Fields』            |              |
| シンシア・愛する人              | テレビアニメ『アキハバラ電脳組』挿入歌（原曲）                                         | 『Rebis-C.T.i.A/O.S.T』（原曲）                                          | 1998年7月24日 | KICA-408                                       |                                 | 岡崎が原曲   |
| 君さえいれば                    | テレビアニメ『ラブひな』エンディングテーマ                                             | 「サクラサク」                                                           | 2000年5月24日 | KICA-506                                       | 『ラブひな OKAZAKI COLLECTION』 |              |
| A Happy Life                    | テレビアニメ『がくえんゆーとぴあ まなびストレート!』オープニングテーマ                 | 「A Happy Life」                                                         | 2007年2月7日  | KICM-1196                                      |                                 | 岡崎が原曲   |
| はじまりはここから              | テレビアニメ『ラブひな』最終回エンディングテーマ                                       | 『〜サイレント・イヴ〜 ラブひな WINTER SPECIAL』                         | 2001年1月24日 | KICA-531                                       | 『ラブひな OKAZAKI COLLECTION』 |              |